# مقترحات ضم إسرائيل للضفة الغربية
اقترح بعض السياسيين الإسرائيليين ضم الضفة الغربية أو أجزاء منها إلى إسرائيل منذ احتلال إسرائيل للمنطقة في حرب عام 1967.
كانت القدس الشرقية أول ما تم ضمه، والذي كان بحكم الأمر الواقع نتيجة وقوعها تحت الاحتلال الإسرائيلي بعد حرب 1967، وصدر قانون ضمها «قانون القدس» في 30 يوليو 1980 والذي رفضه مجلس الأمن التابع للأمم المتحدة في قراره رقم 478.
تم تطبيق القانون الإسرائيلي على المستوطنات الإسرائيلية في جميع أنحاء الضفة الغربية، مما أدى إلى ظهور مصطلح «قانون الجيب» أو «العدالة القائمة على الجيب» لوصف النظام القانوني الناتج.
أُعلن عن ضم غور الأردن، والذي اقترح لأول مرة في خطة آلون عام 1967 بواسطة رئيس الوزراء الإسرائيلي بنيامين نتنياهو في سبتمبر 2019، ورهن ضمه للغور بنتيجة الانتخابات التشريعية الإسرائيلية في سبتمبر 2019، والتي أُعيدت مرتان بعد ذلك.

## اقتراحات

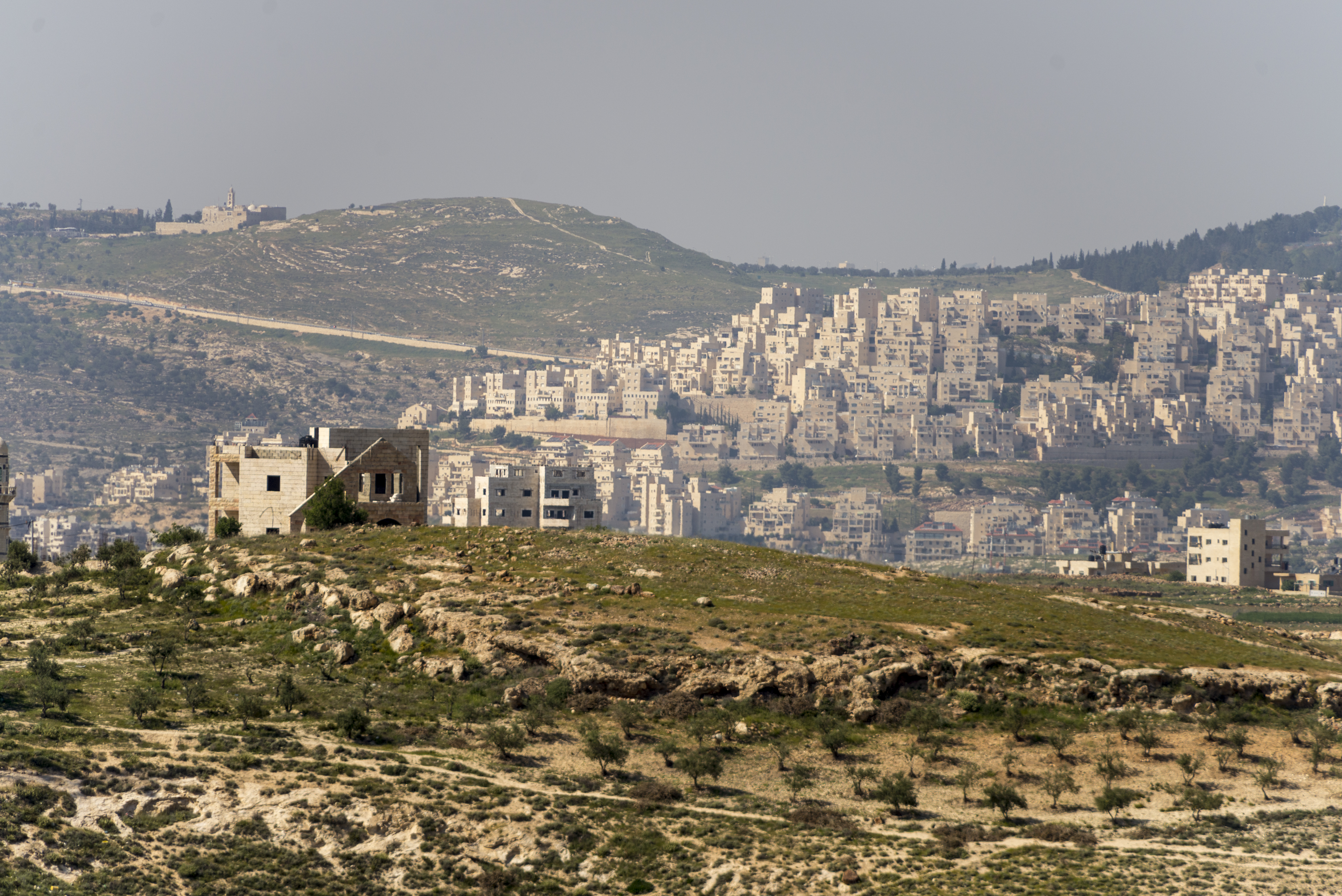
مستوطنة إسرائيلية في الضفة الغربية.

### ضم المستوطنات الإسرائيلية في الضفة الغربية
ليس لرئيس الوزراء الإسرائيلي بنيامين نتانياهو أو حزبه الليكود موقف متماسك من وضع الضفة الغربية. في عام 2009، أيد نتانياهو حل الدولتين، ولكنه قبل الانتخابات التشريعية الإسرائيلية في أبريل 2019، أعلن عن نيته ضم المستوطنات الإسرائيلية في الضفة الغربية. في 16 سبتمبر 2019، في مقابلة مع راديو الجيش الإسرائيلي، قال نتانياهو «أعتزم توسيع السيادة على جميع المستوطنات والكتل (الاستيطانية)»، بما في ذلك «المواقع التي لها أهمية أمنية أو مهمة للتراث الإسرائيلي»، بما في ذلك المستوطنات في الخليل.
وصف معلقون تطبيق القانون الإسرائيلي في مستوطنات الضفة الغربية بأنه «ضم زاحف».

اقتراح ضم رئيس الوزراء الإسرائيلي بنيامين نتانياهو في سبتمبر 2019
غور الأردن المنطقة التي ستضمها إسرائيل
ما تبقى الضفة الغربية وتشمل أريحا

### ضم غور الأردن
في 10 سبتمبر 2019 وقبل وقت قصير من الانتخابات التشريعية الإسرائيلية في سبتمبر 2019، أعلن نتنياهو عن خطة حكومته لضم غور الأردن إلى السيادة الإسرائيلية، إذا فاز في الانتخابات. كما أكد على تعهده السابق بضم جميع المستوطنات الإسرائيلية في جميع أنحاء الضفة الغربية إلى السيادة الإسرائيلية، لكنه قال إن مثل هذه الخطوة لن يتم قبل نشر صفقة القرن «خطة ترامب للسلام» والمشاورات مع الرئيس الأمريكي دونالد ترامب. بحسب منظمة بتسيلم، يعيش في المنطقة نحو 65,000 فلسطيني وحوالي 11,000 مستوطن إسرائيلي. وفقًا لـمنظمة السلام الآن، يشمل الاقتراح 30 مستوطنة مع 12,778 مستوطنًا إسرائيليًا، و 18 بؤرة استيطانية إسرائيلية غير قانونية، و15 منطقة تقع ضمن تصنيفي أ وب، يسكنها نحو 44,175 فلسطينيًا و 48 مضربًا للبدو في المنطقة ج يسكنها نحو 8,775 فلسطينيًا. تبلغ المساحة المراد ضمها حوالي 22% من الضفة الغربية، تشكل المنطقة "ج" منها نحو 90% و 20% من الأراضي مملوكة ملكية خاصة لفلسطينيين. الخريطة التي عرضها نتنياهو للمنطقة التي سيتم ضمها، فيها العديد من الأخطاء، خصوصًا موقع العديد من المستوطنات الإسرائيلية وحذف القرى الفلسطينية. إن خريطة نتنياهو ليست سوى نسخة معدلة قليلاً من خريطة خطة آلون، والفرق الرئيسي هو أن الفلسطينيين لم يعد يُتاح لهم الوصول إلى الحدود الدولية مع الأردن. ذكر نتنياهو إنه تلقى ضوءًا أخضر من إدارة دونالد ترامب الأمريكية، والتي قالت إنه لم يكن هناك أي تغيير في سياسة الولايات المتحدة.
في اليوم التالي، كانت هناك إدانة دولية للاقتراح من الفلسطينيين وجامعة الدول العربية والمملكة العربية السعودية والأردن وتركيا والمملكة المتحدة والأمم المتحدة. كما قالت الأمم المتحدة:«.. أن أي خطوة إسرائيلية لفرض سيادتها على الأراضي الفلسطينية من شأنه أن تكون غير قانونية بموجب القانون الدولي». وصف العديد من السياسيين الإسرائيليين من مختلف الأطياف السياسية ووسائل الإعلام العبرية هذا الإعلان بأنه حيلة سياسية للتصويت. كان أبرزهم موشيه يعلون، عضو الكنيست من ائتلاف أزرق أبيض، الذي قال: أن نتنياهو وافق عام 2014 مبدئيًا على إخلاء مستوطنات غور الأردن. في عام 2014، كان يعلون عضوًا في حزب الليكود، وعمل تحت قيادة نتنياهو وزيرًا للدفاع.

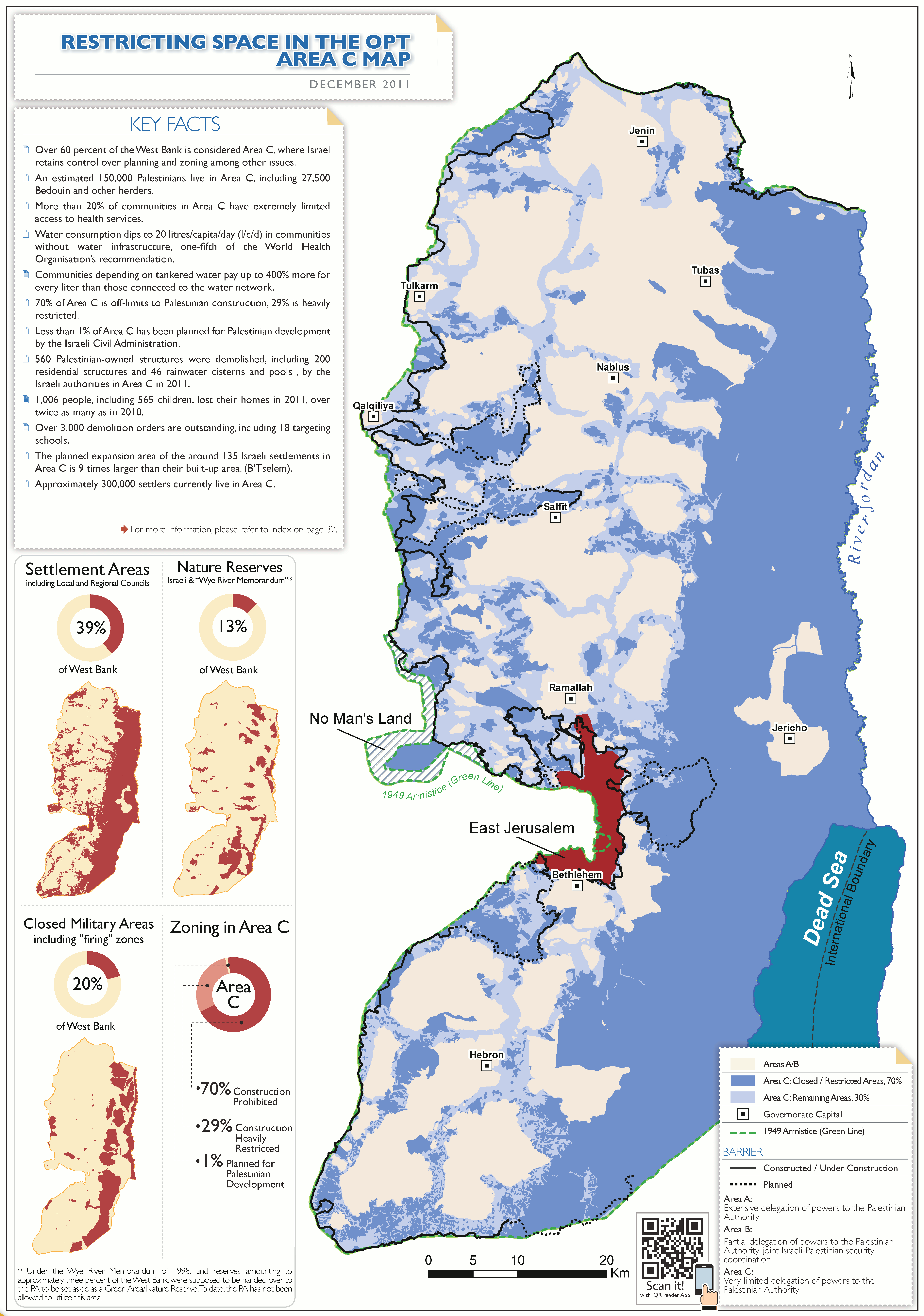
المنطقة ج باللون الأزرق.

### ضم المنطقة «ج»
تنقسم الضفة الغربية إلى ثلاث مناطق هي: المنطقة أ، والمنطقة ب والمنطقة ج. تشكل المنطقة ج نحو 60% من مساحة الضفة الغربية وتقوم عليها جميع المستوطنات الإسرائيلية. بحسب مكتب الأمم المتحدة لتنسيق الشؤون الإنسانية (أوتشا)، تقدر أن هناك حوالي 300 ألف فلسطيني يعيشون في المنطقة ج (بينما تقدرهم بتسيلم ما بين 180 و 300 ألف)، مقارنة بنحو 2.8 مليون في المنطقة أ والمنطقة ب. الموقف الرسمي لحزب البيت اليهودي يؤيد ضم المنطقة ج وحدها، على الرغم من أن بعض أعضاء الكنيست يؤيدون ضم الضفة الغربية بأكملها. في الفترة التي سبقت الانتخابات التشريعية الإسرائيلية في أبريل 2019، دعا حزب اليمين الجديد بقيادة نفتالي بنت، وزير الخارجية الإسرائيلي وأيليت شكد، وزيرة العدل، إلى ضم المنطقة ج من جانب واحد. يقدر بينيت أن خطته ستشمل منح الجنسية الإسرائيلية لنحو 80,000 فلسطيني يعيشون في المنطقة ج، وهو ما يتعارض مع تقديرات الأمم المتحدة بوجود 297,000 فلسطيني في المنطقة ج.

### ضم الضفة الغربية بأكملها
كارولين غليك، مرشحة جديدة من حزب اليمين الجديد في انتخابات أبريل 2019، دعمت ضم الضفة الغربية بأكملها. تدعم غليك عملية تقديم طلب للحصول على الجنسية الإسرائيلية للفلسطينيين الذين يعيشون في المناطق المضمومة، وتتوقع أن لا يرغب جميع الفلسطينيين في الحصول على الجنسية الإسرائيلية أو أن يكونوا غير مؤهلين للحصول عليها.

## استطلاعات الرأي
حقق استطلاع أجرته صحيفة هآرتس عام 2019 حول دعم الإسرائيليين للضم. وبحسب الاستطلاع، فإن 30% لم يعرفوا، و 28% من الإسرائيليين عارضوا أي ضم و 15% أيدوا ضم المنطقة ج وحدها. 27% أرادوا ضم الضفة الغربية بالكامل، بما في ذلك 16% عارضوا منح الحقوق السياسية للفلسطينيين و 11% فضلوا منح الحقوق السياسية.

## الخصوم
في عام 2014، قال زعيم حزب هناك مستقبل يائير لبيد أن حزبه الوسطي سيترك الائتلاف الحاكم وسيطيح بالحكومة إذا تم ضم أي مستوطنة في الضفة الغربية. كما قالت تسيبي ليفني، زعيمة حزب هتنوعا الوسطي، إن هتنوعا ستغادر التحالف في حالة الضم. ومع ذلك، يؤيد الطرفان ضم الكتل الاستيطانية بعد التفاوض على حل دائم للصراع. يؤيد حزب إسرائيل بيتنا إعادة رسم الحدود «خطة ليبرمان» من أجل إبقاء أكبر عدد ممكن من اليهود داخل الدولة اليهودية أثناء نقل بعض المدن العربية الإسرائيلية إلى الدولة الفلسطينية، مع ضم بعض المستوطنات اليهودية في الضفة الغربية إلى إسرائيل.
تعارض أحزاب المعارضة اليسارية، مثل حزبي العمل الإسرائيلي وميرتس الضم، وكذلك الأحزاب العربية في القائمة المشتركة التي تصر على الانسحاب الإسرائيلي إلى ما وراء الخط الأخضر. يعارض قادة الأمن الإسرائيلي، وهي جمعية من الضباط الإسرائيليين المتقاعدين، ضم الضفة الغربية.

## ردود الفعل
- أعربت دول مجلس الأمن التابع للأمم المتحدة باستثناء الولايات المتحدة من قلقهم الشديد إزاء خطط إسرائيل لضم أراضٍ فلسطينية إلى سيادتها، في يوليو 2020.[33][34]